# James Gavin
James Maurice "Jumpin' Jim" Gavin (født James Nally Ryan; 22. marts 1907 i Brooklyn, New York – 23. februar 1990 i Baltimore, Maryland), var generalløjtnant i den amerikanske hær under anden verdenskrig, hvor han blandt andet havde ledelsen af 505th Parachute Infantry Regiment (505th PIR) og senere 82nd Airborne Division.
Som 36-årig var Gavin den yngste amerikanske generalmajor med kommando over en division under anden verdenskrig.
Lidt usædvanligt deltog Gavin trods sin høje rang i forskellige kampzoner i udspring med faldskærm med sine tropper.
Som våben medbragte han altid et M1 Garand gevær, som typisk blev anvendt af de menige amerikanske soldater.
Normalt var amerikanske officerer udstyret med M1 Karabiner og Colt Model M1911, 0.45 kaliber pistoler.

## Kamphandlinger

### Anden verdenskrig
- Invasionen af Sicilien – operation Husky
- Operation Overlord
- Ardenneroffensiven
- Operation Market Garden

## Ambassadør
Gavin var USA’s ambassadør i Frankrig først i tressene under Kennedy-administrationen.

## Dekorationer og udmærkelser
Blandt andet:
- Distinguished Service Cross (USA) - to gange
- Distinguished Service Medal (U.S. Army)
- Silver Star
- Purple Heart
- Distinguished Service Order (UK)
- Legion of Honor (Frankrig)

## Galleri
- Generalerne Jamen Gavin (til højre) og Matthew Ridgway under Ardenneroffensiven, 19. december 1944